# Gilberto Reyes (beisbolista)
Gilberto Rolando Reyes Polanco (nacido el 10 de diciembre de 1963 en Santo Domingo) es un  ex receptor dominicano que jugó en las Grandes Ligas de Béisbol.
Reyes fue firmado como amateur por los Dodgers de Los Ángeles el 15 de enero de 1980 y pasó cuatro temporadas en el farm system de los Dodgers antes de hacer su debut en Grandes Ligas en 1983. Alternó entre la AAA y Grandes Ligas para la mayor parte de las próximas cinco temporadas antes de que los Dodgers lo cambiaran a los Expos de Montreal en 1989. A pesar de un evidente talento defensivo y un lanzamiento de gran alcance para coger fácilmente los corredores en intento de robo, la carrera de Reyes nunca despegó en Montreal, debido principalmente su problema con la bebida. Además dio positivo en un examen de dopaje. Fue puesto en libertad por los Expos en mayo de 1992. Reyes trató de firmar con los Rockies de Colorado, en ese entonces equipo de expansión de la Liga Nacional, pero fue incapaz de regresar a las Grandes Ligas. Volvió a las ligas menores varias temporadas más antes de retirarse después de la temporada de 1999.

## Incidente
Reyes fue apresado por posesión de drogas mientras iba manejando un camión en Nuevo México en diciembre de 2007. En 2009, fue puesto en libertad por falta de cargos.